# Ямковий Максим Сергійович
Максим Сергійович Ямковий — лейтенант Збройних сил України, відзначився у ході російського вторгнення в Україну.

## Життєпис
Максим Ямковий народився 2 березня 1996 року в селі Паріївка Вінницької області. Навчався в Іллінецькій загальноосвітній школі № 1. У квітні 2018 року його призвали на строкову службу в ЗСУ, через кілька місяців — підписав контракт зі Збройними Силами та ніс військову службу в зоні проведення Антитерористичної операції, перебуваючи в районі Рубіжного на Луганщині. Навчався на Курсах лідерства у Львівському видовому виші. Через рік, у званні молодшого лейтенанта, був розподілений для проходження служби в складі 36-ої окремої бригади морської піхоти імені контр-адмірала Михайла Білинського. Тут він у вересні 2020 року обійняв посаду командира танкового взводу в складі 2-ї танкової роти. З початком повномасштабного російського вторгнення в Україну перебував на передовій.
Загинув 27 лютого 2022 року під час оборони Маріуполя поблизу села Павлопіль Сартанської селищної громади Маріупольського району в ході запеклих боїв, рятуючи життя членів екіпажу. Указом Президента України за особисту мужність і самовіддані дії, виявлені у захисті державного суверенітету та територіальної цілісності України, вірність військовій присязі Максима Ямкового нагороджено орденом Данила Галицького (посмертно). Чин прощання відбувся 6 жовтня 2022 року в рідному місті

## Родина
У загиблого залишилися дружина Оксана, дві доньки, батьки та молодший брат Ярослав. У дружини окрім чоловіка також загинув і брат молодший сержант Олександр Пошевко.

## Нагороди
- орден Данила Галицького (2022, посмертно) — за особисту мужність і самовіддані дії, виявлені у захисті державного суверенітету та територіальної цілісності України, вірність військовій присязі.

## Ушанування пам'яті
2 березня 2023 року на будівлі Іллінецької загальноосвітньої школи № 1 встановили меморіальну дошку в пам'ять про загиблого офіцера Максима Ямкового, де він навчався.